# Іванівка (Полтавський район)
Іва́нівка — село в Україні, у Кобеляцькій міській громаді Полтавського району Полтавської області. Населення становить 1090 осіб. Колишній центр Іванівської сільської ради.

## Географія
Село Іванівка знаходиться за 7 км від лівого берега річки Ворскла. Село складається з трьох частин, рознесених на відстань до 1,5 км. На відстані 1,5 км розташоване село Самарщина. Село розташоване на краю великого болота.

## Історія
У 1921 році у Іванівку потрапила випадково дівчинка Ольга Дробаха, яка згодом лишила спогади про це село. Вона працювала в наймах у місцевого священика.
12 червня 2020 року, відповідно до розпорядження Кабінету Міністрів України № 721-р «Про визначення адміністративних центрів та затвердження територій територіальних громад Полтавської області», село увійшло до складу Кобеляцької міської громади.
19 липня 2020 року, в результаті адміністративно - територіальної реформи та ліквідації Кобеляцького району, село увійшло до складу новоутвореного Полтавського району Полтавської області.

## Населення

### Мова
Розподіл населення за рідною мовою за даними перепису 2001 року:
| Мова       | Кількість | Відсоток |
| ---------- | --------- | -------- |
| українська | 1065      | 97.71%   |
| російська  | 24        | 2.2%     |
| білоруська | 1         | 0.09%    |
| Усього     | 1090      | 100%     |

## Об'єкти соціальної сфери
- Школа.

## Пам'ятки
Неподалік від села розташований гідрологічний заказник «Ситникове».

## Люди
В селі народилися:
- Коломиєць Анатоль Іванович (нар. 1927) — український художник в США.
- Олійник Юрій Михайлович (1974—2018) — старшина Збройних сил України, учасник російсько-української війни[6].